# .eu
‎.eu‏ دامنه اینترنتی مختص اتحادیه اروپا است. eu. دامنه سطح بالای کد کشوری (ccTLD) برای اتحادیه اروپا (EU). در ۷ دسامبر ۲۰۰۵ راه اندازی شد، دامنه برای هر شخص، شرکت یا سازمان مستقر در منطقه اقتصادی اروپا (کشورهای عضو اتحادیه اروپا، ایسلند، لیختن اشتاین و نروژ) در دسترس است. TLD توسط یورید، کنسرسیومی که در اصل متشکل از اپراتورهای ثبت ملی ccTLD بلژیک، سوئد و ایتالیا است، اداره می‌شود که بعداً توسط اپراتور رجیستری ملی این شرکت پیوست. جمهوری چک. صاحبان علائم تجاری در تلاش برای جلوگیری از وقوع فضای مجازی توانستند ثبت نام را از طریق طلوع آفتاب تحویل دهند. ثبت نام کامل در ۷ آوریل ۲۰۰۶ آغاز شد.

## تاریخچه

### استقرار
.eu به ccTLD توسط تصویب شد ICANN در ۲۰۰۵ مارس 22 و در اینترنت قرار داده منطقه ریشه در ۲ مه سال 2005. اگرچه اتحادیه اروپا یک کشور نیست (آن است منحصر بین دولتی و فراملی سازمان)، دارای یک رزرو استثنایی در ISO 3166 است. کمیسیون و ایکانان برای تضمین پذیرش آن، مذاکرات بیش از پنج سال به طول انجامید.
.eu.int بود زیردامنه بیشتر در استفاده کمیسیون اروپا و پارلمان اروپا، بر اساس مهندسی سرویس بین‌الملل دامنه سطح بالای کلی (دامنه) برای سازمان‌های بین‌المللی، تا روز ۹ مه سال ۲۰۰۶. دامنه .eu به (ccTLD) در راه اندازی شد دسامبر ۲۰۰۵، و به دلیل همین نامهای دامنه .eu.int به. europa.eu در روز اروپا، ۹ مه ۲۰۰۶.

### دوره طلوع آفتاب
طلوع دوره به دو مرحله شکسته شد. مرحله اول، که از ۷ دسامبر ۲۰۰۵ آغاز شد تسهیل برنامه‌های ثبت نام کنندگان با حقوق قبلی بر اساس علائم تجاری و نام‌های جغرافیایی بود. مرحله دوم در ۷ فوریه ۲۰۰۶ آغاز شد و نام شرکت، تجارت و نام‌های شخصی را در بر می‌گرفت. در مورد همه برنامه‌های Sunrise، برنامه باید همراه با اسنادی باشد که ادعای مالکیت یک حق خاص را اثبات کند. سپس این تصمیم توسط PricewaterhouseCoopers بلژیک، که توسط یوروید به عنوان عامل اعتبار سنجی انتخاب شده بود، گرفته شد.
در ۷ فوریه ۲۰۰۶، رجیستری برای شرکت‌ها، تجارت و نام‌های شخصی افتتاح شد. در ۱۵ دقیقه اول، ۲۷ هزار و ۹۴۹ برنامه کل وجود داشت، و پس از یک ساعت ۷۱٫۲۳۵.

### لندروش
در ۷ آوریل ۲۰۰۶، ساعت ۱۱ صبح ثبت نام CET برای دارندگان مارک تجاری غیر تجاری امکان‌پذیر شد. بیشتر افراد درخواست کننده دامنه از ثبت نام کنندگان خود خواسته‌اند دامنه‌های درخواستی خود را در صف قرار دهند و بهترین فرصت برای ثبت دامنه را تضمین می‌کنند. به این ترتیب بیش از ۷۰۰۰۰۰ دامنه در ۴ ساعت اول کار ثبت شده‌است. برخی از ثبت کنندگان بزرگ مانند Go Daddy و رجیسترهای کوچکی مانند Dotster از صف‌های طولانی و عدم پاسخگویی رنج می‌برند، به افراد اجازه می‌دهد با ثبت نام از طریق ثبت کننده ای که قبلاً صف خود را پردازش کرده بود، صف را بزنند. تا اوت ۲۰۰۶، ۲ دامنه .eu ثبت شده‌است. سپس بعد از .de , .uk و .nl چهارمین ccTLD بزرگ در اروپا بود، و یکی از بزرگترین در سطح بین‌المللی است.
به نظر می‌رسد که تعداد ثبت نام دامنه .eu در طول سال پس از وقوع ۷ ماه آوریل ۲۰۰۶ تا ۶ آوریل ۲۰۰۷ به حدود ۲٫۶ میلیون دامنه .eu رسیده‌است. تنظیم بازار که پس از هر نوع نام دامنه از یک تغییر سطح زیر پیروی می‌کند، تضمین می‌کند که تعداد دامنه‌های ثبت شده سقوط خواهد کرد، زیرا بسیاری از ثبت‌های دامنه سوداگرانه که در فروش مجدد موفق نبودند، تجدید نمی‌شوند. این گاهی به عنوان آشغال زباله نیز گفته می‌شود. در صبح ۷ آوریل ۲۰۰۷، تعداد دامنه‌های فعال .eu در حدود ۲٫۵۹۰٫۱۶۰ با حدود ۱۵٬۰۰۰ دامنه حذف شده از ۵ آوریل ۲۰۰۷ بود.

### پایدارسازی
در آوریل ۲۰۰۷ حدود ۱٫۵ میلیون دامنه .eu برای تمدید آماده بودند. نرم‌افزار رجیستری یورید مبتنی بر DNS است. نرم‌افزار باشید و دامنه‌ها در پایان ماه سالگرد ثبت نام از لحاظ جسمی تجدید می‌شوند. این فرایند با ثبت نامهای پیچیده تری مانند آنچه از .com TLD و سایر ccTLDها که به صورت روزانه فعالیت می‌کنند متفاوت است. همان‌طور که با هر مرحله پس از لندراش، یک کاهش پسوند به عنوان تخلیه ناخواسته اثر طول می‌کشد.
با گذشت یک سال از زمان راه اندازی .eu (5 ژوئیه ۲۰۰۷)، تعداد دامنه‌های .de ثبت شده مطابق با صفحه آمار ثبت نام .de در آلمان ۱۱٬۰۷۹٬۵۵۷ بود، در حالی که تعداد دامنه‌های .eu متعلق به آلمانی طبق صفحه آمار یورید ۷۹۶٫۵۶۱ بود. تعداد دامنه‌های ثبت شده در .uk طبق صفحه آمار ثبت نام .uk ثبت شده‌است.۰۳۸٫۷۳۲. تعداد دامنه‌های ظاهراً متعلق به انگلیس متعلق به انگلیس ۳۴۴٫۵۸۴ بود.
تخمین میزان کوچک شدن .eu ccTLD دشوار است زیرا یورید آمار دقیقی از تعداد دامنه‌های جدید ثبت شده در هر روز منتشر نمی‌کند. در عوض، فقط یک رقم واحد برای تعداد دامنه‌های فعال ارائه می‌دهد. تعداد ثبت‌های جدید با تعدادی از دامنه‌های ثبت شده همراه است. تقریباً در حدود ۲۵۰٬۰۰۰ دامنه .eu تا ۳۰ آوریل ۲۰۰۷ حذف شده یا به قرنطینه منتقل شده‌اند. در سال‌های مداخله، نرخ تجدید تقریباً ۸۰٪ تثبیت شده‌است، که بالاتر از حد متوسط صنعت است.

### برگزیت
در تاریخ ۲۹ مارس ۲۰۱۸، در نتیجه خروج انگلستان از اتحادیه اروپا، اعلام شد که "از تاریخ انصراف، شرکت‌ها و سازمان‌هایی که در انگلستان تأسیس شده‌اند اما در اتحادیه اروپا و اشخاص حقیقی ساکن نیستند. در انگلستان دیگر واجد شرایط ثبت نام دامنه .eu یا در صورت ثبت نام آنها .eu، برای تجدید نام دامنه .eu ثبت شده قبل از تاریخ برداشت "واجد شرایط نیستیم." کمیسیون در ۲۷ آوریل ۲۰۱۸ اعلام کرد که می‌خواهد ثبت نام را برای همه شهروندان اتحادیه اروپا و EEA، از جمله شهروندان خارج از اتحادیه اروپا باز کند. پارلمان، شورا و کمیسیون در دسامبر سال ۲۰۱۸ به توافق رسیدند. و آیین‌نامه مربوط در ۳۱ ژانویه ۲۰۱۹ پارلمان را تصویب کرد.
۳۱۷٫۰۰۰ نام دامنه .eu انگلیس در معرض مذاکرات برگزیت خواهند بود زیرا دامنه .eu برای استفاده اتحادیه اروپا رزرو شده‌است. .eu brexit در صورت عدم توافق، در ۳۰ مارس ۲۰۱۹ رخ خواهد داد. اما از آن زمان به ژانویه ۲۰۲۰ موکول شده‌است.

## استفاده توسط نهادهای اتحادیه اروپا
نوشتار اصلی: اروپا (پورتال وب)
دامنه سطح دوم .europa.eu برای سایت‌های مؤسسه اتحادیه اروپا رزرو شده‌است، موسسات و آژانس‌ها سوئیچ را از .eu.int به. europa.eu دامنه روی  روز اروپا ۹ مه ۲۰۰۶.